# Замок Тіннагінч
Замок Тіннагінх (англ. Tinnahinch Castle, ірл. Tigh na hInnse) — замок Тіх на х-Іннс — один із замків Ірландії, розташований у графстві Карлоу, прихід Ріараймор, на схід від селища Клонаслі. Нині замок лежить у повних руїнах.

## Історія замку Тіннагінх
На місці нинішніх руїн замку Тіннагінх у давні часи була ірландська фортеця. До англо-норманського завоювання земель Тіннагінх ця фортеця була резиденцією вождя ірландського клану О'Дунн або Ві Дунн (ірл. Ui Duinn). Зокрема, тут була резиденція вождя клану Ві Дунн — Тадга Мак Лайхніха Ві Дунна (ірл. Tadhg MacLaighnigh Ui Duinn), що правив своїм кланом із цієї фортеці біля 1475 року. Про цей замок є повідомлення, що датується 1563 роком. У цьому джерелі цей замок називається Баун Ріаганах (ірл. Baun Riaganach) на березі річки Барроу. Замок розташований на відстані 1 милі від давнього мосту Тіннагінх через річку Барроу, що мав стратегічне значення. Назва Тіннагінх походить від ірландського Тіх-на-х-Іннс (ірл. Tigh-na-hInnse) — «будинок на острові». Досить великий потік у цьому місці вливається у річку Барроу, оточує з усіх боків замок і створює враження острова серед річки. Поле на східній стороні річки називається Міллфілд.
У 1547 році Ентоні Сант-Лежер — лорд-суддя Ірландії захопив ці землі та збудував тут фортецю, чи перебудував стару з метою захисту цих захоплених земель від ірландських кланів О'Коннор та О'Мур.
Нинішній замок Тіннагінх був побудований в 1615 році Джеймсом Батлером. Можливо, до цього тут теж була американська споруда — замок побудований на штучному пагорбі, таке будівництво в XVII століття вже не практикували. Це відбулося після завершення завоювання Ірландії Англією для зміцнення захисту англійських володінь від вічно бунтівних ірландців. Але в 1641 році спалахнуло повстання за незалежність Ірландії. І як це не дивно Батлери підтримали повстанців. Хоча вони були нащадками англійських колоністів, але вони були католиками. Ірландці католики були ближчі «старим англійцям», аніж «нові англійці» протестанти. Після придушення повстання Олівером Кромвелем замок і землі Тіннагінх були в Батлерів конфісковані. Замок Тіннагіх тримав оборону до 1653 році. У цьому році війська Олівера Кромвеля — загони під командуванням полковника Х'юсона штурмували замок. Оборону замку тримав ірландський ватажок Чарльз Дунн — син Барнабі Ога — одного з лідерів Ірландської конфедерації. Ірландці чинили шалений опір, полковник Х'юсон застосував артилерію — замок був сильно зруйнований. У 1700 році сталася пожежа — підозрювали штучний підпал. З того часу замок лежить у руїнах — більше замок не відбудовувався. Доктор О'Донован писав у 1838 році, що «нинішні убогі руїни є лише частиною колись великого і могутнього замку».